# سنجاب زمینی کاکلی
سنجاب زمینی کاکلی (نام علمی: Rheithrosciurus macrotis) نام یک گونه از تیره سنجاب است.